# Mu Lyrae
Mu Lyrae (μ Lyr / μ Lyrae) es una estrella en la constelación de Lira. Tradicionalmente ha recibido el nombre de Alathfar.
Mu Lyrae tiene una magnitud aparente de 5,12 y pertenece a la clase A0 IV. Su magnitud absoluta es de -0,55 y se encuentra a unos 441 años luz de la Tierra. Su número de catálogo es HD169702.
Coordenadas:
- Ascensión recta: 18h 24m 13,8s
- Declinación: +39º30'26.0